# Schnabelburg (Albis)
Die Schnabelburg ist die Ruine einer Höhenburg auf der schnabelartigen Erhebung nördlich der Schnabellücke oberhalb des Dorfes Hausen am Albis im Kanton Zürich.

## Geschichte
Walther I., Freiherr von Eschenbach-Schnabelburg,  nannte sich 1185 nach der neu gebauten Burg. Man weiss jedoch nicht sicher, ob es sich damals wirklich um dieselbe Burg handelte, deren Ruine heute bekannt ist. Archäologische Untersuchungen der Burganlage haben gezeigt, dass die Burg wohl eher erst im 13. Jahrhundert gebaut wurde, und dies sehr hastig. Man hat jedoch neben den heute sichtbaren Mauerresten keine Spuren gefunden, die darauf hindeuten könnten, dass am gleichen Ort zuvor eine andere Burg stand.
Mit Berchtold III. von Eschenbach wurde 1270 ein Freund von Rudolf I. von Habsburg Burgherr von Schnabelburg. Berchtold kämpfte 1278 mit den Habsburgern in der Entscheidungsschlacht auf dem Marchfeld gegen Ottokar von Böhmen. Es ist anzunehmen, dass der Eschenbacher Ritter 1298 in der Entscheidungsschlacht bei Göllheim fiel, da er damals aus den Urkunden verschwand.
Ein Sohn Berchtolds, Walther von Eschenbach, half 1308 mit, den König Albrecht I. von Habsburg zu ermorden. Danach wurde er mit der Reichsacht belegt. Im August 1309 belagerten und eroberten die Habsburger daraufhin die Schnabelburg aus Rache für den Königsmord. Gemäss archäologischen Befunden wurde die Burg bei der Belagerung allerdings entweder nicht zerstört oder aber später wieder aufgebaut. Die Funde reichen bis ins späte 14. Jahrhundert.
1955 wurden die Mauerreste unter der Leitung von Hugo Schneider freigelegt und konserviert.